# Lithophyllum pustulatum
Lithophyllum  pustulatum (J.V. Lamouroux) Foslie, 1904  é o nome botânico  de uma espécie de algas vermelhas pluricelulares do gênero Lithophyllum, família Corallinaceae.
- São algas marinhas encontradas na Europa, África, Ásia, Américas, Australia e em algumas ilhas do Atlântico e Pacífico.

## Sinonímia
- Melobesia pustulata  J.V. Lamouroux, 1816
- Melobesia verrucata   J.V. Lamouroux, 1816
- Titanoderma pustulatum   (J.V. Lamouroux) Nägeli, 1858
- Melobesia confinis   P.L. Crouan & H.M. Crouan, 1867
- Melobesia hapalidioides   P.L. Crouan & H.M. Crouan, 1867
- Lithophyllum hapalidioides   (P.L. Crouan & H.M. Crouan) Hariot, 1889
- Lithothamnion adplicitum   Foslie, 1897
- Dermatolithon hapalidiodes   (P.L. Crouan & H.M. Crouan) Foslie, 1898
- Dermatolithon pustulatum   (J.V. Lamouroux) Foslie, 1898
- Dermatolithon hapalidioides f. confine   (P. Crouan & H. Crouan) Foslie, 1899
- Melobesia caspica   Foslie, 1899
- Lithophyllum hapalidioides f. confinis   (P.L.Crouan & H.M.Crouan) Foslie, 1905
- Litholepis caspica   (Foslie) Foslie, 1905
- Epilithon pustulatum   (J.V. Lamouroux) M. Lemoine, 1921
- Lithophyllum adplicitum   (Foslie) L. Newton, 1931
- Dermatolithon caspica   (Foslie) Zaberzhinskaya ex-Zinova, 1967
- Tenarea caspica (Foslie) Adey, 1970
- Tenarea confinis   (P.L. Crouan & H.M. Crouan) Adey & P.J. Adey, 1973
- Tenarea hapalidioides   (P.L. Crouan& H.M. Crouan) Adey & P.J. Adey, 1973
- Tenarea pustulata   (J.V. Lamouroux) Shameel, 1983
- Dermatolithon confinis   (P.L. Crouan & H.M. Crouan) Boudouresque et al., 1984
- Titanoderma hapalidioides   (P.L. Crouan & H.M. Crouan) J.H.Price et al., 1986
- Titanoderma confine   (P.L. Crouan & H.M. Crouan) J.H. Price, D.M. John & G.W. Lawson, 1986
- Titanoderma caspicum   (Foslie) Woelkerling, 1986
- Titanoderma pustulatum var. confine   (P.L. Crouan & H.M. Crouan) Y.M. Chamberlain, 1991